# Селы

Район, заселённый селами

Се́лы (село́ны) — балтийский народ, живший до XV века в Селии на юго-востоке современной Латвии, а также на северо-востоке современной Литвы. Говорили на селонском языке балтийской группы. Вошли в состав латышей и литовцев.

## История
Упоминаются со II века. В IV—VI веках умерших хоронили в курганах, чаще не кремируя. Останки сохранились плохо. Новые могилы зачастую разрушают старые. Погребальный инвентарь скромен. Находят узколезвийные обушные топоры, одиночные наконечники копий, ножи. В женских захоронениях иногда встречаются диадема с длинным витком на затылке, булавка, изредка браслет, одиночные гривны.